# فيليبي غوزمان
فيليبي غوزمان (بالإسبانية: Felipe Guzmán)‏ هو مصارع هاوي مكسيكي، ولد في 17 أكتوبر 1967.

## وصلات خارجية
- فيليبي غوزمان على موقع قاعدة بيانات المصارعة الدولية (الإنجليزية)
- فيليبي غوزمان على موقع أوليمبيديا (الإنجليزية)